# Kanefer (Vorsteher der Aufträge)
Kanefer war ein hoher Beamter in der Zeit der altägyptischen 4. Dynastie. Er war „Vorsteher der Aufträge“ und „Leiter der Bogentruppen“. Sein Grab (G 1203) befindet sich auf dem so genannten Westfriedhof, dem größten Gräberfeld auf dem Pyramidenplateau von Gizeh. Es wird auf das erste Jahrzehnt der Regierungszeit des Königs (Pharaos) Cheops datiert.

## Grab und Grabausstattung

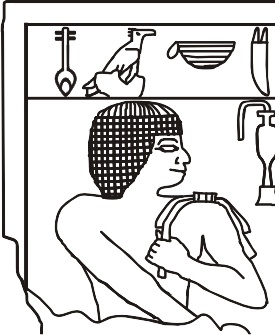
Zeichnung eines Ausschnitts der sogenannten Grabplatte mit Opfertischszene nach Peter Der Manuelian (Hrsg.): Slab Stelae of the Giza Necropolis. New Haven/Philadelphia 2003, S. 5

Kanefers aus großen Kalksteinblöcken errichtete Mastaba G 1203 (24,0 m × 10,6 m) wurde im Jahr 1904 von der Hearst-Expedition der University of California unter der Leitung von George Andrew Reisner ausgegraben. An der Süd-Ost Ecke der unverkleideten Mastaba war in mehreren Bauphasen eine Kapelle aus Schlammziegeln (6,85 m × 4,85 m), bestehend aus vier Räumen, angebaut worden. Ursprünglich war an dieser Stelle auch eine sogenannte Grabplatte mit Opfertischszene (Höhe 38 cm; Breite 52,9 cm; Tiefe 7,3 cm) aus Kalkstein mit dem Namen und den Amtstiteln des Grabbesitzers eingelassen worden. Die aus 10 großen und mehreren kleineren Fragmenten bestehende Grabplatte befindet sich heute im Phoebe A. Hearst Museum of Anthropology der University of California in Berkeley (Inventarnummer Hearst 6-19807). Unterhalb der Mastaba führte ein 5,45 m tiefer Schacht in eine verkleidete Sargkammer (2,87 m × 5,0 m × 3,7 m). In der Sargkammer fand Reisner unter anderem einen sehr fein gearbeiteten Ersatzkopf, der möglicherweise den Grabbesitzer darstellt. Er befindet sich heute ebenfalls im Phoebe A. Hearst Museum of Anthropology (Inventarnummer Hearst 6-19767).
Im Louvre befindet sich die Doppelstatue eines Kanefer und einer Iynefret (Paris E 6854 bzw. A 120). Die Statue trägt die gleichen Amtstitel wie die oben genannte Grabplatte. Ihre Herkunft ist nicht bekannt. Die Zuweisung an den Grabbesitzer von G 1203 durch Christiane Ziegler (ehemalige Leiterin der ägyptischen Abteilung des Louvre) ist strittig. Catherine H. Roehrig vom Metropolitan Museum of Art stellte die These auf, wonach die Statue ursprünglich in der Kapelle von G 1203 gestanden habe. Möglicherweise hätte sie sich später im Serdab des Grabes G 2150 (späte 4. oder frühe 5. Dynastie) befunden. Beim Besitzer dieses Grabes handelte es sich um einen weiteren Beamten mit Namen Kanefer, vielleicht einem Sohn oder Enkel des Kanefer aus Grab G 1203, der die Statue eventuell in sein Grab übernahm, um die Fortführung des Opferkultes zu gewährleisten. Peter Der Manuelian wies dagegen darauf hin, dass sich zwar die beiden auf der Grabplatte befindlichen Amtstitel auch auf der Statue befänden, letztere aber noch mit weiteren Titel versehen worden sei. Sollte es sich bei Iynefret um die Ehefrau des Kanefer handeln, wäre ein Anbau an die Mastaba G 1203 oder ein zweiter Grabschacht zu erwarten. Es gäbe dort aber keine Hinweise auf eine zweite Bestattung.